# Елеза
Елеза (алб. Elezaj) је насеље у општини Качаник, Косово и Метохија, Република Србија.

## Становништво
| Демографија | Демографија | Демографија |
| Година      | Становника  | Становника  |
| ----------- | ----------- | ----------- |
| 1948.       | 192         |             |
| 1953.       | 177         |             |
| 1961.       | 183         |             |
| 1971.       | 231         |             |
| 1981.       | 308         |             |
| 1991.       | 356         |             |
| 2011.       | 495         |             |